# 思科Cius
思科Cius 是一台思科推出的Android系統平板電腦. 2010年6月份原型機首次公佈.Cius預定2011年7月31日上市，售價約750美元。
Cius主推企業法人單位，有硬體加密技術和軟體加密搭配，因此無法破解。企業還可限制員工使用應用軟體的種類、名稱或來源，也就是說，可以防止員工用公司發的Cius打電動甚至網購。目前使用Cius的單位有電信業者Verizon、CDW、Nervecentre Software、諾丁漢大學醫院、威斯康辛大學白水分校。

## 特徵
- Intel Atom 1.6 GHz 處理器 1 GB 記憶體 和32 GB eMMC 快閃記憶體
- 7吋backlit WSVGA 相容觸控面板 LCD (1024 x 600 解析度)
- 相容 720p 30-fps HD 影像解碼
- 前後雙鏡頭攝影機
- 802.11a/b/g/n Wi-Fi, 3G/4G 資料傳輸和藍芽3.0
- Micro SD 槽, micro USB 槽, HDMI 槽, 3.5-mm 立體聲耳機孔

可以透過配件改裝為高畫質媒體撥放站 透過USB 和 10/100/1000 乙太網路接口,來外接螢幕和鍵盤、有線網路.

## 外部連結
- Cisco Cius product page （页面存档备份，存于）
- Product data sheet （页面存档备份，存于）
- 思科平板上市 （页面存档备份，存于）
- Cius post in Cisco Latam Blog （页面存档备份，存于）